# Dorfkirche Drewitz (Jänschwalde)

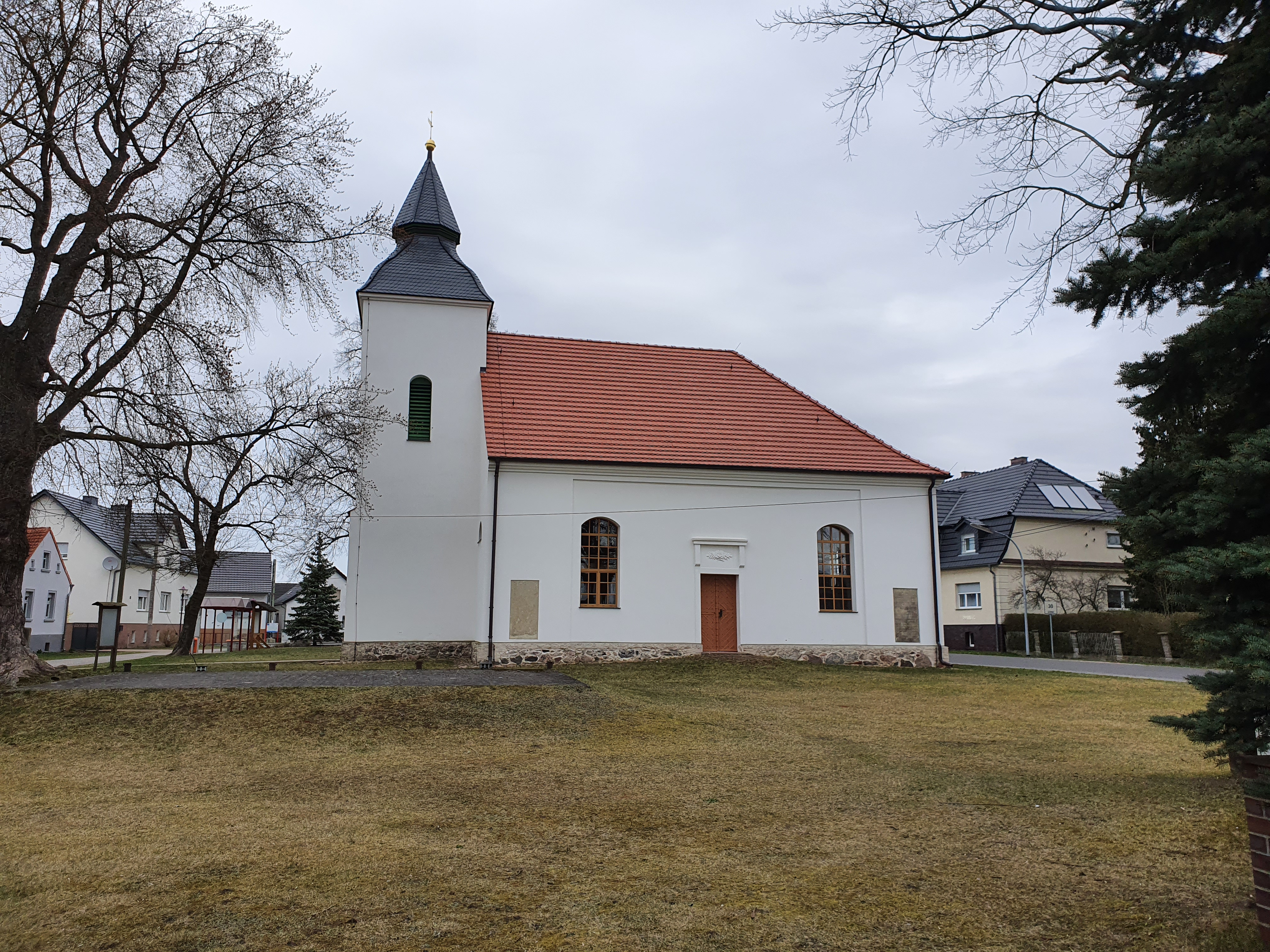
Südansicht (2022)

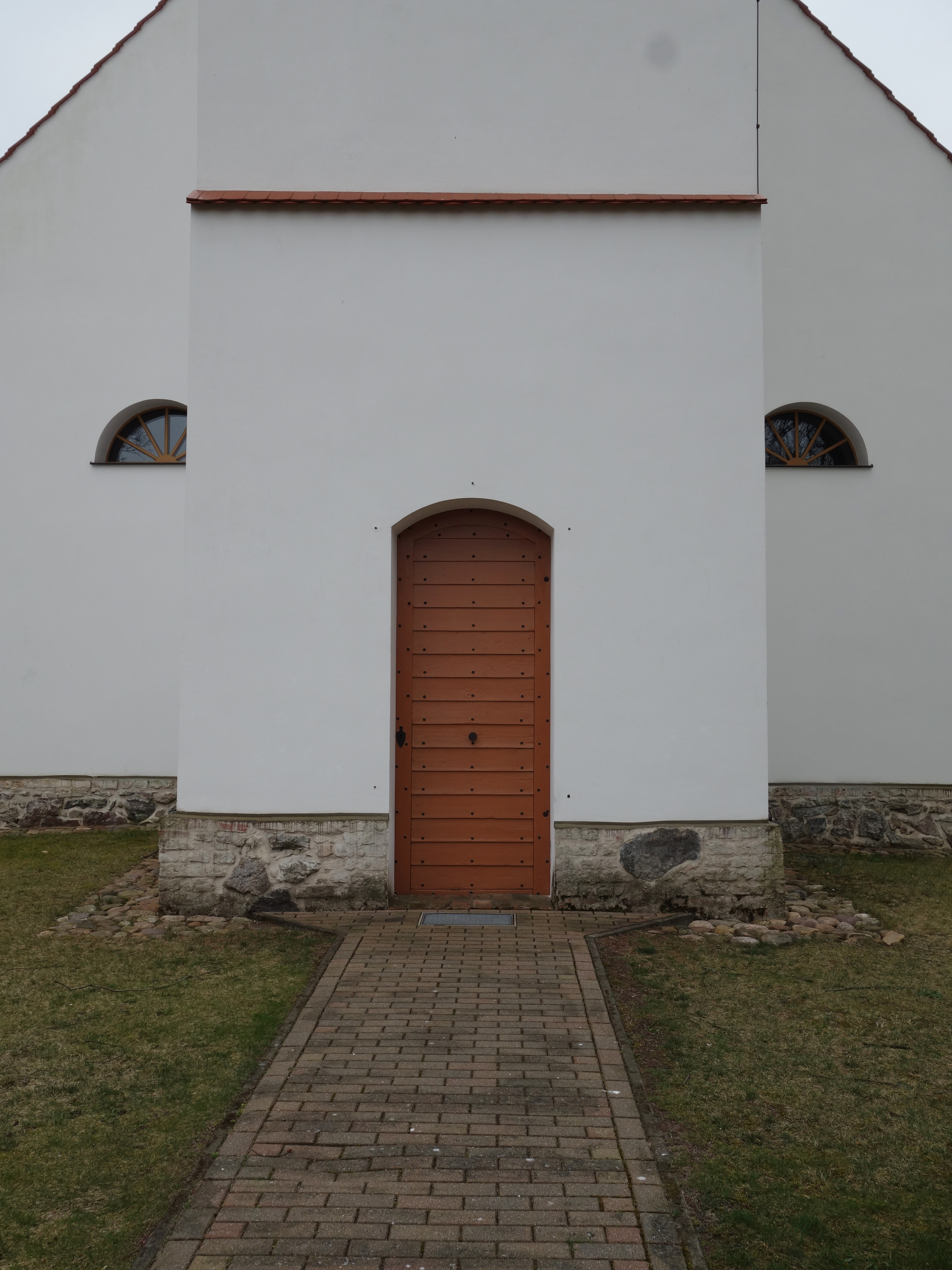
Turmportal (2022)

Die Dorfkirche Drewitz ist das Kirchengebäude im Ortsteil Drewitz der Gemeinde Jänschwalde im Landkreis Spree-Neiße in Brandenburg. Es gehört der Kirchengemeinde Jänschwalde im Kirchenkreis Cottbus, der Teil der Evangelischen Kirche Berlin-Brandenburg-schlesische Oberlausitz ist. Die Kirche steht unter Denkmalschutz.

## Architektur und Geschichte
Bereits 1652 wurde eine Kirche in Drewitz erwähnt. Diese brannte 1717 ab und wurde durch eine Fachwerkkirche ersetzt. Die heutige Drewitzer Dorfkirche befindet sich auf dem Dorfanger und wurde zwischen 1820 und 1827 errichtet. Zwischen 1990 und 1992 erfolgte ihre Sanierung.

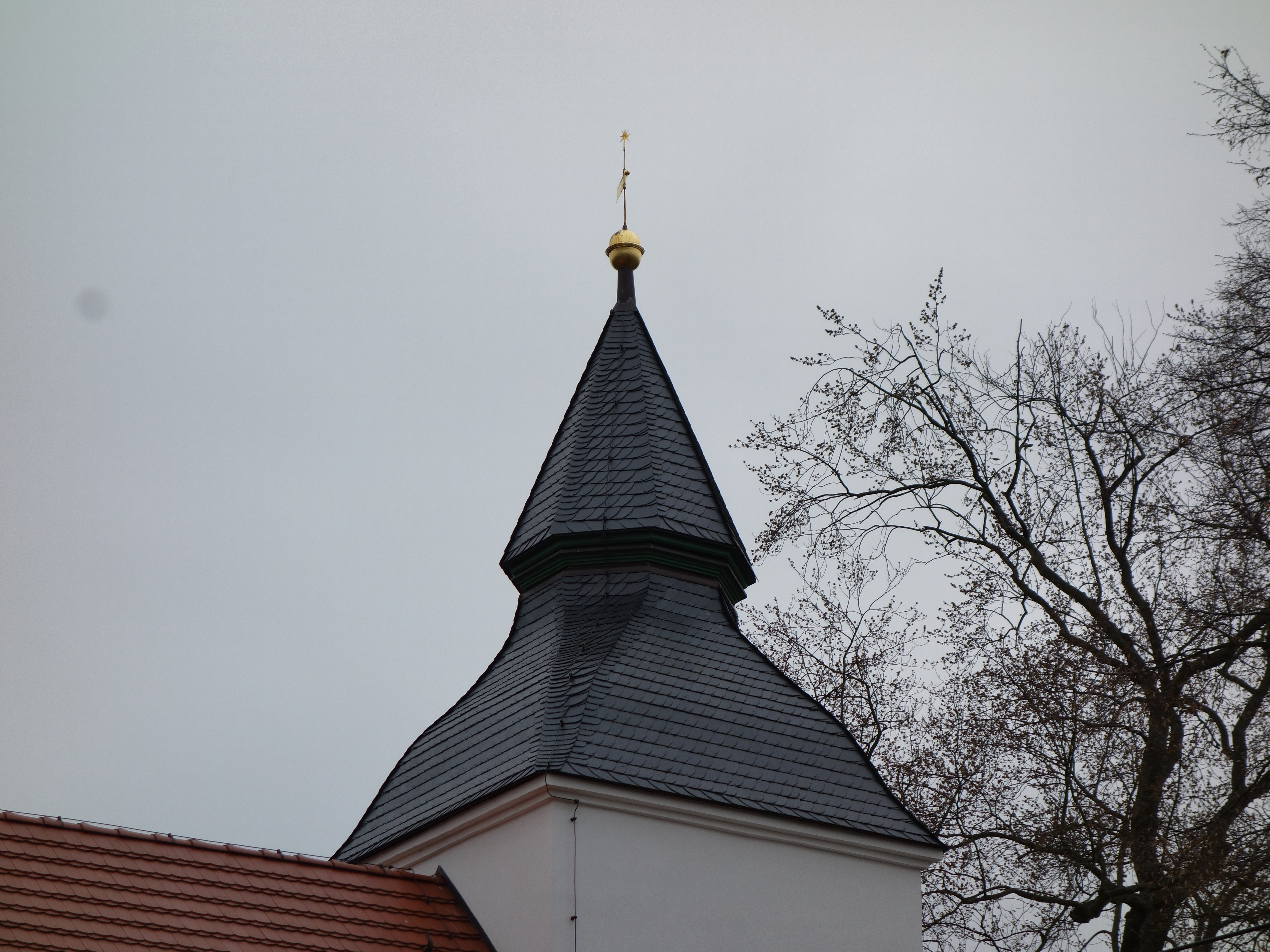
Turmhelm (2022)

Die Kirche ist ein verputzter Bau aus Ziegelmauerwerk mit einem über dem Ostschluss abgewalmten Satteldach und einem quadratischen Westturm. Den oberen Abschluss der Fassade bildet ein gestuftes Gesims. Die mittleren Teile der Nord-, Süd- und Ostwand sind leicht zurückgesetzt, in diesen Bereichen befinden sich jeweils zwei Segmentbogenfenster. An der Südwand hat die Kirche ein rechteckiges Eingangsportal mit waagerechter Verdachung, ein gleich gestaltetes Portal auf der Nordseite wurde zugemauert. Über der vermauerten Tür liegt eine Inschriftplatte mit der römischen Jahreszahl 1827, an der Südseite eine Sonne mit Palmzweigen. Der Westturm hat eine zentrale segmentbogige Eingangstür. Das Turmobergeschoss ist durch einen Rücksprung leicht vom Untergeschoss abgesetzt. Über dem Abschlussgesims liegt eine abgestufte Haube mit einem achteckigen Helm.
Im Inneren hat die Kirche eine von zwei Unterzügen getragene Holzbalkendecke und glatt verputzte helle Wände. Die Unterzüge liegen auf achteckigen Holzsäulen mit kelchförmigen Kapitellen, zwischen diesen Säulen ist eine dreiseitige Empore gespannt. Die Emporenbrüstung ist mit einfacher Ornamentbemalung verziert.

## Ausstattung
Der Kanzelaltar stammt aus der Bauzeit der Kirche. Der Altartisch und die Rückwand sind gemauert, in der Mitte ist in einer segmentbogigen Öffnung die fünfseitige hölzerne Kanzel eingefasst. Neben der Kanzel stehen schwere Sandsteinsäulen, über dem Kanzelkorb hängt ein mit der Strahlensonne bekrönter Schalldeckel. Das hölzerne Taufbecken mit achteckigem Oberteil und viereckigem Gestell wurde ebenfalls 1827 geschaffen, die Taufschale aus Zinn ist auf das Jahr 1722 datiert. Die Glocke wurde 1648 von Hermann Zimmermann in Erfurt gegossen und stammt aus den Vorgängerbauten.
Mit dem Bau der Orgel wurde 1894 von Carl Eduard Gesell begonnen, nach dessen Tod im April 1894 wurde sie von Alexander Schuke fertig gestellt. 1999 wurde die Orgel von der durch Schuke begründeten Firma Alexander Schuke Potsdam Orgelbau restauriert. Das Instrument hat acht Register auf einem Manual und dem Pedal.

## Kirchliche Zugehörigkeit
Drewitz ist seit jeher eine Filialkirche von Jänschwalde. Neben den Drewitzern gehen auch die Einwohner von Schönhöhe zu Gottesdiensten nach Drewitz. Laut der Statistik über die Sorben in der Lausitz von Arnošt Muka war Drewitz 1884 noch rein sorbischsprachig, Gottesdienste fanden damals sowohl in deutscher als auch in sorbischer Sprache statt.
Die Kirchengemeinde war der Superintendentur Cottbus und ist heute dem Kirchenkreis Cottbus unterstellt. Die Superintendentur gehörte bis 1945 zur Evangelischen Landeskirche der älteren Provinzen Preußens und nach deren Zerfall zur Evangelischen Kirche in Berlin-Brandenburg, die wiederum am 1. Januar 2004 in der Evangelischen Kirche Berlin-Brandenburg-schlesische Oberlausitz aufging. Am 1. Januar 2024 wurden die Kirchengemeinden Drewitz sowie Heinersbrück und Tauer in die Kirchengemeinde Jänschwalde eingegliedert, mit der sie zuvor bereits einen Pfarrsprengel gebildet hatten.